# Peckfitz
Peckfitz ist ein Ortsteil der gleichnamigen Ortschaft der Hansestadt Gardelegen im Altmarkkreis Salzwedel in Sachsen-Anhalt.

## Geographie
Peckfitz, ein Dorf mit Kirche, liegt im Südwesten der Altmark, etwa 30 km nordöstlich von Wolfsburg. Die nächstgrößeren Orte sind Mieste, Calvörde, Oebisfelde und Gardelegen. Bis zur niedersächsischen Landesgrenze sind es 10 km Luftlinie. Die Bundesstraße 188 als nächste überregionale Verkehrsader verläuft 4 km südlich von Peckfitz, ebenso wie die Bahn-Schnellfahrstrecke Hannover–Berlin.

## Geschichte

### Mittelalter bis Neuzeit
Die erste urkundliche Nennung des Ortes erfolgte am 16. August 1438. Damals belehnte Markgraf Friedrich der Jüngere die Gebrüder Ludolf, Busse und Gebhard von Alvensleben mit Gütern in Peckfitz. Dabei wurden auch „zwey wüste Dorfstetten Dannefelde und Peckenissen“ erwähnt. Ein weiteres Mal erscheint der Ortsname 1506 in einem Lehnbrief als „peckewitze“. Mit elf in Hufeisenform erbauten Höfen wurde um 1580 eine neue Siedlungsstruktur geschaffen, die zu einem Großteil dem Dreißigjährigen Krieg zum Opfer fiel. Mit Unterstützung des Patrons von Alvensleben bauten die Einwohner 1746 das erste Kirchengebäude von Peckfitz. Beim Widerstand gegen die französischen Truppen kamen bis 1815 zwölf Peckfitzer ums Leben, für die in der Kirche eine Ehrentafel mit den Namen der Toten angebracht wurde. 1835 wurden in der Ortschaft 203 Einwohner in 31 Häusern verzeichnet. Im Jahre 1869 ging außer dem Gemeindehaus auch noch anschließend der Kirchturm in den Flammen eines verheerenden Dorfbrandes auf. Letzterer wurde bereits 1871 durch einen neuen ersetzt.
Ab 1898 umfasste das Gemeindegebiet in etwa die heutige Fläche. 1918 wurde die Gemeinde an das elektrische Stromnetz angeschlossen. 1940 kamen polnische Zwangsarbeiter in das Dorf.

### Eingemeindungen
Bis 1807 gehörte der Ort zum Salzwedelischen Kreis, ab 1816 zum Kreis Gardelegen. Peckfitz war seit 1974 dem Gemeindeverband Mieste zugeschlagen worden. Von 1976/1977 bis 1992 waren im Gemeindeverband Mieste die Gemeinden Breitenfeld, Dannefeld, Jeggau, Köckte, Mieste, Miesterhorst, Peckfitz, Sachau, Sichau und Solpke zusammengeschlossen. Seit 1992 arbeiteten die Gemeinden in der Verwaltungsgemeinschaft Mieste zusammen.
Die Gemeinde gehörte ab 1994 zum Altmarkkreis Salzwedel und bis 2010 zur Verwaltungsgemeinschaft Südliche Altmark. Am 1. Januar 2011 wurde die bis dahin selbstständige Gemeinde zusammen mit 17 weiteren Gemeinden der ebenfalls aufgelösten Verwaltungsgemeinschaft Südliche Altmark per Gesetz in die Hansestadt Gardelegen eingemeindet.

### Einwohnerentwicklung
| Jahr | Einwohner |
| ---- | --------- |
| 1734 | 086       |
| 1774 | 117       |
| 1789 | 138       |
| 1798 | 122       |
| 1801 | 123       |
| 1818 | 113       |

| Jahr | Einwohner |
| ---- | --------- |
| 1840 | 243       |
| 1864 | 230       |
| 1871 | 222       |
| 1885 | 198       |
| 1892 | [0]198    |
| 1895 | 196       |

| Jahr | Einwohner |
| ---- | --------- |
| 1900 | [0]213    |
| 1905 | 205       |
| 1910 | [0]250    |
| 1925 | 281       |
| 1939 | 272       |
| 1946 | 392       |

| Jahr | Einwohner |
| ---- | --------- |
| 1964 | 232       |
| 1971 | 209       |
| 1981 | 189       |
| 1993 | 179       |
| 2006 | 166       |
| 2009 | 160       |

| Jahr | Einwohner |
| ---- | --------- |
| 2012 | [0]151    |
| 2016 | 134       |
| 2021 | [0]132    |
| 2022 | [0]133    |

Quelle, wenn nicht angegeben, bis 2006:

## Religion
Die evangelische Kirchengemeinde Peckfitz gehörte früher zur Pfarrei Jeggau. Seit 2003 gehört sie zum Kirchspiel Breitenfeld-Jeggau und wird betreut vom Pfarrbereich Breitenfeld im Kirchenkreis Salzwedel, Propstsprengel Stendal-Magdeburg der Evangelischen Kirche in Mitteldeutschland.

## Politik

### Ortsbürgermeister
Heinz Schulze ist Ortsbürgermeister der Ortschaft Peckfitz.
Der letzte ehrenamtliche Bürgermeister von Peckfitz, Otto Grothe (CDU), wurde am 6. Mai 2001 gewählt und hatte dieses Amt bis zur Eingemeindung von Peckfitz nach Gardelegen zum 1. Januar 2011 inne.

### Ortschaftsrat
Bei der Ortschaftsratswahl am 26. Mai 2019 errang die Peckfitzer Initiative alle 5 Sitze. Gewählt wurden 2 Ortschaftsrätinnen und 3 Räte.

### Wappen
Das Wappen wurde am 16. Mai 2008 durch den Landkreis genehmigt.
Blasonierung: „In Silber auf grünem Schildfuß eine rote Kirche, im spitzbedachten Turm mit schwarzem Turmkreuz eine Türöffnung und pfahlweise zwischen zwei Fensteröffnungen ein kleinerer runder Durchbruch, das Schiff mit schwarzem Fachwerk und zwei Fensteröffnungen, am linken Schildrand eine rechtshalbe grüne Eiche, der Schildfuß belegt mit einem silbernen Schild, darin ein golden bewehrter schwarzer Adler, und beidseits des Schildes je einem silbernen Klingelbeutel mit goldenem Griffstück.“
Die Farben des Ortes – abgeleitet von dem Hauptwappenmotiv und des unterlegenden Schildteils – sind Rot-Silber (Weiß).
Das Wappen wurde vom Magdeburger Kommunalheraldiker Jörg Mantzsch gestaltet.

## Kultur und Sehenswürdigkeiten
- Die evangelische Dorfkirche Peckfitz ist ein Fachwerkbau aus der Mitte des 18. Jahrhunderts mit einer Orgel. Die Kirche ist von einer verputzen Kirchhofmauer umgeben.[13]
- Der Friedhof des Dorfes befindet sich auf dem Kirchhof.
- In Peckfitz steht ein Denkmal für die Gefallenen des Ersten Weltkrieges, eine Stele mit einer Inschrift der Gefallenen und Vermissten.[14]

### Vereine
Das Vereinsleben wird durch die 1933 gegründete Freiwillige Feuerwehr bestimmt, die etwa 70 Mitglieder hat.

## Wirtschaft
Peckfitz ist ein traditionell landwirtschaftlich geprägter Ort. Die Höfe des Ortes wurden in den Jahren um 2010 saniert und umgebaut. Ein zweites wirtschaftliches Standbein ist der Fremdenverkehr, der durch den naheliegenden Naturpark Drömling begünstigt wird. Auf der Gemarkung befindet sich die „Waldsiedlung Peckfitz“, ein Offroad-Gelände, bekannt unter dem Namen „Offroadgelände Wurzelsepp Peckfitz“. Seit der Wende sind mehrere Einfamilienhäuser neu entstanden.